# Oura
Oura is een plaats (freguesia) in de Portugese gemeente Chaves en telt 652 inwoners (2001).